# Konsten att älska
Konsten att älska är en svensk dramafilm från 1947 i regi av Gunnar Skoglund.

## Om filmen
Filmen premiärvisades 10 februari 1947 på biograf Spegeln i Stockholm. Den spelades in i Filmstaden, Råsunda med exteriörer från Stockholm av Åke Dahlqvist. Filmmanuset skrevs av pseudonymen Erik Larsson Le som överlåtit filmrätten till Svensk Filmindustri mot att 15 000 kronor inbetalades till Europahjälpen. Det porträtt man ser Wanda Rothgardt färdigställa i filmen målades av Mary Sundström-Cedercrantz.

## Roller i urval
- Sture Lagerwall - Pelle Lind, hennes man, direktör i firman Lind & Söner
- Wanda Rothgardt - Monica Lind, hans hustru, konstnär
- Ingegerd Westin - Gudrun, Pelles och Monicas dotter
- Sten-Åke Lindström - Lasse, Pelles och Monicas son
- Björn Montin - Bosse, Pelles och Monicas yngste son
- Lauritz Falk - Wilhelm Acker, modehusdirektör
- Cécile Ossbahr - Maja-Vivan Willer, mannekäng
- Elsa Carlsson - Ebba Lindgren von Hacken, Monicas mor, skådespelerska
- Naima Wifstrand - Vera Stätt, hennes väninna
- Agneta Prytz - "Miss Pimpernel", journalist för tidningen Evas Värld
- Marianne Gyllenhammar - fröken Tillman mannekäng
- Ilse-Nore Tromm - Anna, Linds husa
- Elsa Ebbesen-Thornblad - Wilhelm Ackers hushållerska
- Kerstin Holmberg - mannekäng
- Ellika Mann - mannekäng

## Filmmusik i urval
- Die Gigerlkönigin (Fröken Chic), kompositör och tysk text Paul Lincke svensk text Ernst Högman framförs instrumentalt på ett positiv.